# Mistrzostwa Świata w Strzelectwie 1922
Mistrzostwa Świata w Strzelectwie 1922 – dwudziesta edycja mistrzostw świata w strzelectwie. Odbyły się one we włoskim Mediolanie.
Rozegrano jedenaście konkurencji. W klasyfikacji medalowej zwyciężyli Szwajcarzy. Gospodarze zajęli trzecie miejsce z dorobkiem jednego złotego, trzech srebrnych i dwóch brązowych medali.

## Klasyfikacja medalowa
Gospodarze mistrzostw
| Pozycja | Kraj              | Złoto | Srebro | Brąz | Łącznie |
| ------- | ----------------- | ----- | ------ | ---- | ------- |
| 1       | Szwajcaria        | 6     | 6      | 5    | 17      |
| 2       | Stany Zjednoczone | 3     | 2      | 2    | 7       |
| 3       | Włochy            | 1     | 3      | 2    | 6       |
| 4       | Dania             | 1     | 0      | 2    | 3       |

## Wyniki
| Konkurencja                                     | Złoto                                                                          | Wynik     | Srebro                                                                                 | Wynik     | Brąz                                                                                    | Wynik     |
| Karabin wojskowy, trzy postawy, 300 m           | Emil Kellenberger                                                              | 433 pkt.  | Hans Pfeiderer                                                                         | 430 pkt.  | Camillo Isnardi                                                                         | 423 pkt.  |
| Karabin wojskowy leżąc, 300 m                   | Erik Sætter-Lassen                                                             | 160 pkt.  | Gian Cantoni                                                                           | 159 pkt.  | Carlo Riccetti                                                                          | 159 pkt.  |
| Karabin wojskowy klęcząc, 300 m                 | Wilhelm Schnyder                                                               | 159 pkt.  | Hans Pfeiderer                                                                         | 152 pkt.  | Fritz Zulauf                                                                            | 150 pkt.  |
| Karabin wojskowy stojąc, 300 m                  | Carlo Ernesto Panza                                                            | 144 pkt.  | Albert Tröndle                                                                         | 143 pkt.  | Josias Hartmann                                                                         | 141 pkt.  |
| Karabin dowolny, trzy postawy, 300 m            | Walter Stokes                                                                  | 1067 pkt. | Walter Lienhard                                                                        | 1065 pkt. | Karl Zimmermann                                                                         | 1054 pkt. |
| Karabin dowolny, trzy postawy, 300 m, drużynowo | Stany Zjednoczone John Boles Bud Fisher Calvin Lloyd Carl Osburn Walter Stokes | 5132 pkt. | Szwajcaria Josias Hartmann Walter Lienhard Hans Pfeiderer Arnold Rösli Karl Zimmermann | 5120 pkt. | Dania Simon Hansen Niels Larsen Niels Laursen Lars Jørgen Madsen Erik Sætter-Lassen     | 4965 pkt. |
| Karabin dowolny leżąc, 300 m                    | Walter Lienhard                                                                | 375 pkt.  | Walter Stokes                                                                          | 375 pkt.  | Calvin Lloyd                                                                            | 371 pkt.  |
| Karabin dowolny klęcząc, 300 m                  | Walter Stokes                                                                  | 356 pkt.  | Walter Lienhard                                                                        | 353 pkt.  | Josias Hartmann                                                                         | 350 pkt.  |
| Karabin dowolny stojąc, 300 m                   | Karl Zimmermann                                                                | 341 pkt.  | Carl Osburn                                                                            | 341 pkt.  | Lars Jørgen Madsen                                                                      | 340 pkt.  |
| Pistolet dowolny, 50 m                          | Hans Hänni                                                                     | 514 pkt.  | Camillo Isnardi                                                                        | 514 pkt.  | Robert Blum                                                                             | 511 pkt.  |
| Pistolet dowolny, 50 m, drużynowo               | Szwajcaria Robert Blum Hans Hänni Fritz König Wilhelm Schnyder Fritz Zulauf    | 2553 pkt. | Włochy Luigi Corba Camillo Isnardi Franco Micheli Luigi Moretto Ricardo Ticchi         | 2468 pkt. | Stany Zjednoczone Irving Calkins John Considine Karl Frederick Alfred Lane Paul Raymond | 2461 pkt. |